# Chasse au lièvre
La Chasse au lièvre est un type de chasse destiné à tuer ou attraper des lièvres.

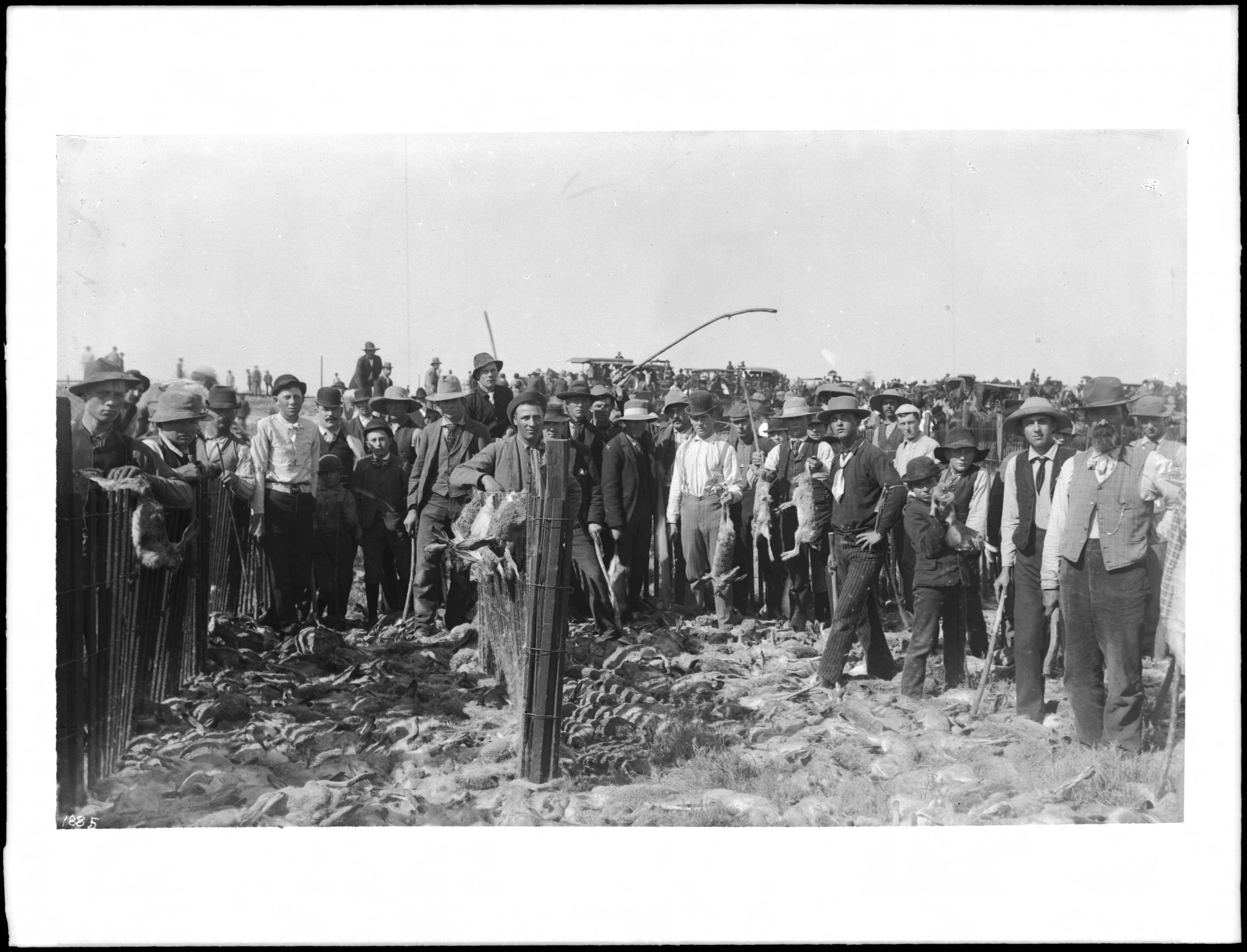
Le sol est couvert de centaines de lièvres tués lors d'une chasse dans un corral d'Antelope Valley en Californie, vers 1900. Beaucoup des chasseurs ont en main les bâtons qu'ils ont utilisés pour rabattre les animaux vers un enclos et les battre à mort (ce qui permettait d'en préserver la peau et la fourrure intacte).

## Chasse avec des lévriers

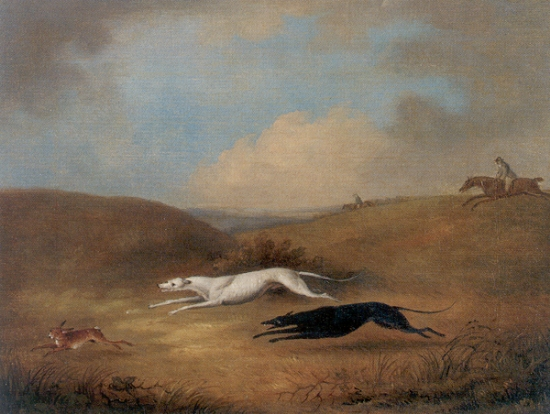
Greyhouds coursing a hare (« Lévriers poursuivant un lièvre »), par Dean Wolsenhome.

La chasse à vue au lièvre consiste en la poursuite d'un lièvre par des lévriers greyhound et autres lévriers, qui le chassent à vue, et non à l'odeur. Il s'agit d'un sport de compétition, dans lequel les chiens sont évalués selon leur habileté à courir et à dépasser et atteindre le lièvre, plutôt qu'une forme de chasse visant la capture. Les règles connaissent un certain nombre de variations à travers le monde. Les courses officieuses peuvent constituer une véritable forme de chasse. Elles visent souvent à tuer des proies ou de la vermine, surtout pour la nourriture, et parfois comme forme de pari.

## Histoire
La chasse à courre est une technique bien établie et très répandue de chasse, historiquement pratiquée avec des lévriers greyhound, d'autres races de lévriers, ou avec des lurchers, un croisement de lévriers et des races de travail. Le sport a gagné en popularité en Europe au cours du XIXe siècle, mais a connu depuis un déclin, en partie en raison de l'apparition des courses de lévriers et de paris.
Au cours des dernières décennies, une controverse s'est développée autour de la chasse à courre au Royaume-Uni et aux États-Unis, certains la percevant comme un sport sanglant et cruel, alors que d'autres la considèrent plutôt comme une activité traditionnelle contribuant à la protection des lièvres et permettant de tester les habiletés des lévriers. Depuis 2002, la chasse au lièvre a été interdite au Royaume-Uni. Cette pratique a été interdite en France par la loi du 3 mai 1844. Du fait de cette loi, c'est la poursuite à vue sur leurre ou coursing qui a remplacé cette chasse de nos jours. Elle continue toutefois à être pratiquée comme sport compétitif, réglementé et jugé, notamment en Irlande, en Espagne (avec le Lévrier galgo), en Russie (le Barzoï autorise ce type de chasse) et dans l'Ouest américain. Ailleurs en Europe et en Asie, la pratique se poursuit parfois en tant que forme traditionnelle de chasse.

## Chasse à vue au lièvre officielle
Que ce soit pour le sport ou pour la chasse, la chasse au lièvre a historiquement été réservée, en Europe, aux propriétaires terriens et à la noblesse, qui utilisait les lévriers, dont la possession par les classes sociales inférieures était interdite (?) à certaines périodes de l'histoire.
La plus vieille description documentée d'une chasse au lièvre est une œuvre intitulée "Kynegetikos" (en grec), "Cynegeticus" (en latin) ou "Traité de la chasse" (en français), écrit par Arrien en l'an 139. Cette œuvre est connue grâce à sa première traduction complète en langue anglaise sous le titre On Coursing en 1831 par William Dansey puis en langue française en 1912 par Jacques Boulanger et Jean Plattard. Elle était considérée par son auteur d'origine comme un ajout nécessaire à l'œuvre classique du même nom : le "Cynegeticus" ("De la chasse") par Xénophon écrit vers 180 av. J.-C.

## Compléments

### Photos

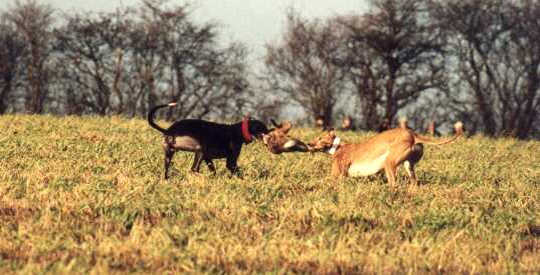
Lévriers et leur proie.
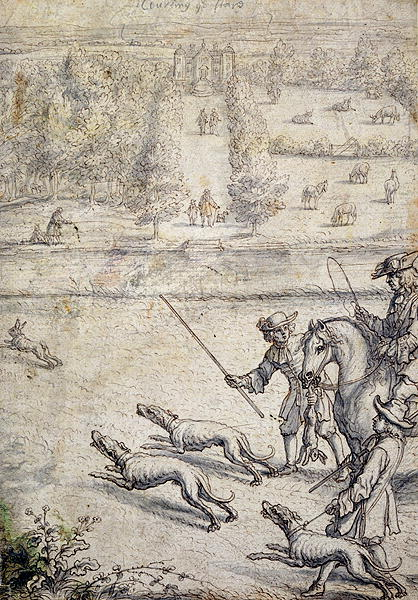
Chasse au lièvre - Illustration de 1686.
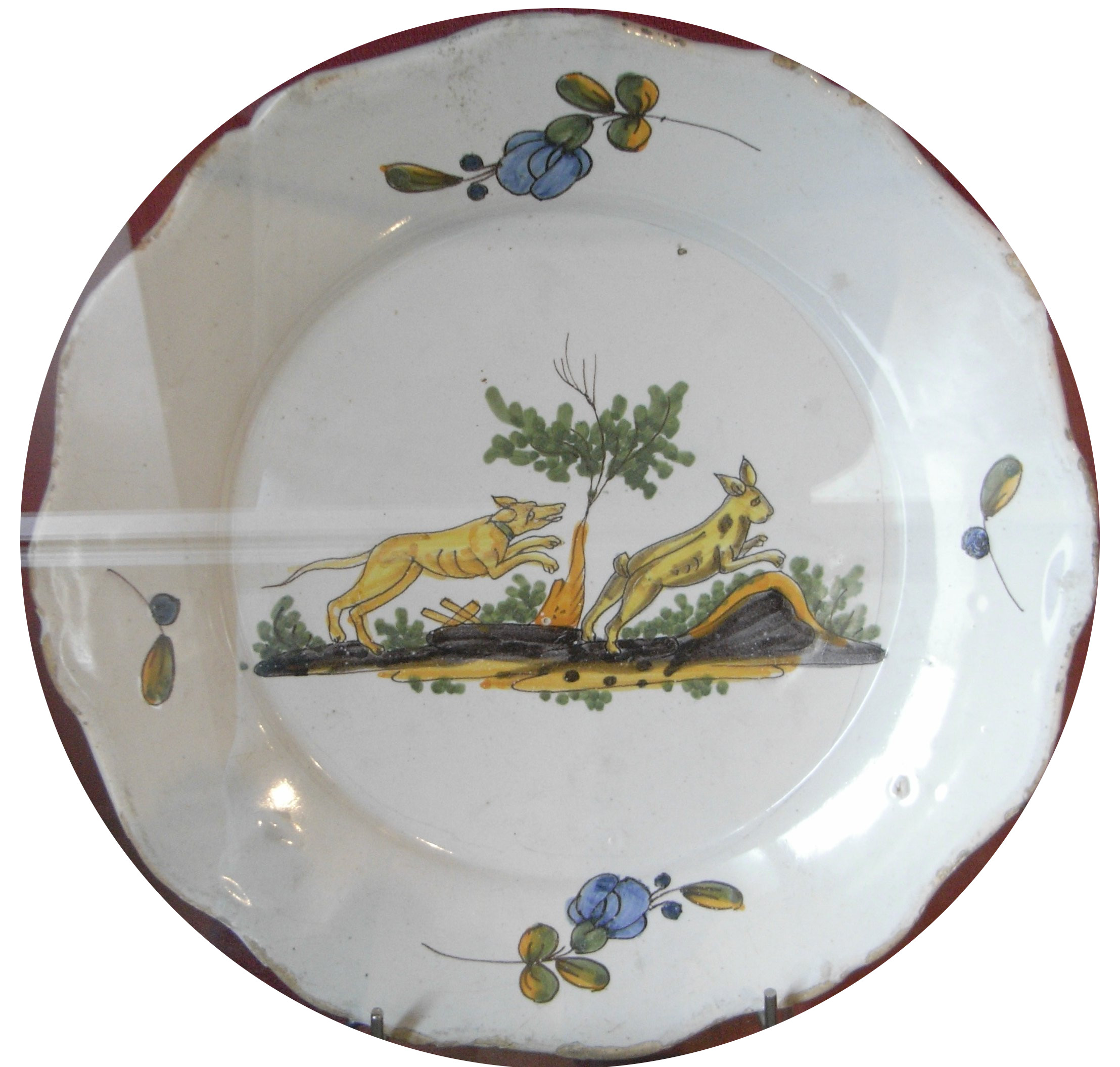
Faïence du XVIIIe siècle avec chasse au lièvre (musée d'Orbigny Bernon à La Rochelle).
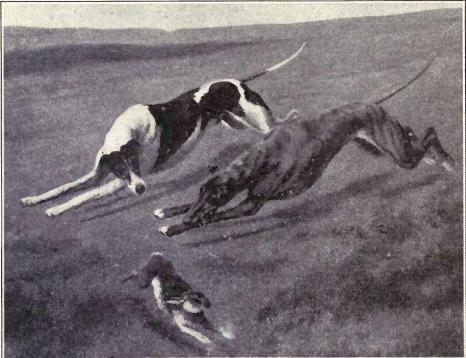
Incident au coursing de Waterloo - Illustration de 1915.